# イザイホー

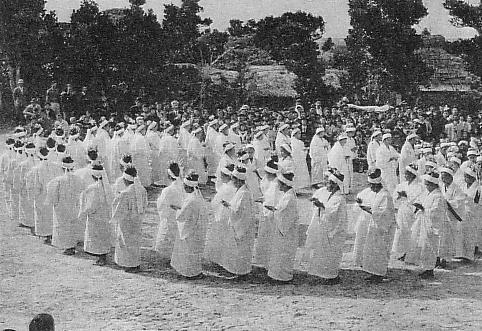
1954年のイザイホー

イザイホーは、沖縄県南城市にある久高島で12年に一度行われる、久高島で生まれ育った30歳以上の既婚女性が神女（神職者）となるための就任儀礼。基本的にその要件を満たす全ての女性がこの儀礼を通過する。

## 概略
琉球王国時代において、最高の聖域と位置づけられた久高島には、古くから「男は海人、女は神人」の諺が伝わる。久高島では男たちは成人して漁師になり、女たちは神女になるということである。これは琉球王国の信仰基盤となるおなり神信仰を象徴するものであり、すべての既婚女性は30歳を越えるとこの儀式を経て、神女になるのである。
イザイホーは12年ごとの午年・旧暦の11月15日から4日間行われる。儀式の観念は、ニルヤカナヤ（ニライカナイと同様の他界概念の久高島での呼称）からの来訪神を迎え、新しい神女をその神々に認証してもらい、島から去る来訪神を送るというもの。
史料に記録される限り600年以上の歴史を持ち、来訪神信仰の儀礼として日本の祭祀の原型を留めているとされ、多くの学者の関心を集めて、1966年、1978年のイザイホーには、本土からも多くの民俗学者、取材陣が久高島に押し寄せた。

## 内容
久高島の巫女集団は、久高家と外間（ほかま）家の2つからなり、それぞれ最高職のノロがいる。補佐役には掟神（ウッテガミ）。さらにその下に61歳から70歳のタムト・54歳から60歳までのウンサク・42歳から53歳までのヤジクと3階級の巫女グループに分かれる。新しく参加する31歳以上の巫女はナンチュと呼ばれる。
祭礼前のひと月前からナンチュは島の七箇所の御嶽（ウタキ）に参拝し、それぞれの神の名をもらう。ここで神々から巫女になるべき霊力（セジ／シジ）を授けるとされる（タマガエーのウプテイジシ）。
- 夕神遊び（11月15日）

巫女となる女性ナンチュの加盟儀式。夕刻、祭場の御殿庭（うどんみや）に集まり、ナンチュは神アシャゲと呼ばれる拝殿を「エーファイ。エーファイ」と連呼しながら七回旋回する。そのあと拝殿に先輩の巫女とともに神歌（テイルル）を歌い、奥の森（イザイ）に入る。ナンチュは洗い髪のままで白衣をまとう。巫女たちは髪を巻き白鉢巻に祭礼用の白大衣（ウフジン）を身につける。拝殿前には七つ橋という橋があり、躓いてはならないタブーがある。ここで躓いたり橋から落ちたりする女性は浮気など何らかの悪いことをしたためにそうなるものとされ、そのような女性は神女にはなれないとされる。
- カシラタレ遊び（11月16日）

ナンチュが昨日のままの洗い髪「髪垂れ」（カシラタレ）で三重の円陣を組み踊る。
- 花差し遊び（11月17日）

ナンチュは先輩の巫女（ノロ・掟神）に引率され、巻き髪、鉢巻き、ウフジンの巫女の扮装になる。イザイ花と呼ばれる花飾りをつける。テイルル（祝詞・神歌）を唱えながら旋回する。ここで、ナンチュは先輩の巫女と同等になる。
- 朱づけ遊び

外間根人と呼ばれる巫女の中心外間家の男性主人が巫女、ナンチュの額、両頬に朱印を付ける。その後、ノロがナンチュの額と頬に団子の粉を付け、正式に巫女の証明をする。その後、再び花差し遊びをする。
- アリクヤーの綱引き（11月18日）

巫女全員が男性と綱引きをする。このときニライカナイからの神の降誕を歌う。巫女は「ホーノー」男たちは「エーファイ」とそれぞれ掛け声を掛け合い、両手で縄をつかみ舟を漕ぐしぐさをする。
- 御家回い（グキマーイ）

ノロは森の中にいるナンチュを迎えに行き、ナンチュは家に帰る。それぞれの自宅では家族がナンチュを上座に座らせ、祝福する。ここで、ナンチュは頭に緑の葉の冠をかぶり神と同等になった巫女の変身を表す。
- 桶回い（ウケマーイ）

再び巫女一同集合し桶に入った神酒をいただいて、自然と神を賛美する歌を歌う。優雅な踊りの後、東方に扇を掲げてニライの神を拝礼。神酒をみんなで飲む。ナンチュは葉の冠にクバの葉の扇、先輩の巫女は太陽と鳳凰、月と牡丹を描いた色鮮やかな扇を持つ。それぞれ扇を使っての舞は実に美しい。
そのあとは打ち上げの宴会。カチャーシーとよばれる踊りとなる。

## 現状
島の過疎化が進み、1990年はナンチュ（新たな神女）となる女性の不在と、儀式の祝詞や段取りをもっともよく知る外間ノロウメーギ（神職名。外間ノロの補佐役）の逝去のために行われなかった。2002年、2014年もナンチュになる女性の不在などの問題により中止となり、1978年を最後に2014年現在に至るまで行われておらず、その存続が危ぶまれている。2014年の中止時の報道では、イザイホーに出た経験のある女性から直接受け継げる機会はこの年が最後となる可能性があると地元の区長がコメントしている。

## 記録
長い間秘祭として部外者への公開を拒んでいたが、外間ノロウメーギであった西銘シズの全面協力により、1978年のイザイホーは多くの民俗学者に積極的に紹介され、記録映画が撮影されるなどその姿を後世に残すよう努められた。結果、この祭祀を記録した写真集として『神々の島 沖縄久高島のまつり』、『イザイホー 沖縄・久高島』等が発刊された。
1966年のイザイホーを記録した映画『イザイホウ　神の島・久高島の祭祀』（監督：野村岳也）が1967年に完成したが、長らく一般公開されなかった。2014年12月に東京で上映したのを皮切りに、大阪や地元である沖縄県で2015年1 - 2月に上映されることとなった。
1978年のイザイホーでは16mmフィルムカメラと水晶発振によるテープレコーダーでの完全同期撮影が行われ、4台のカメラによる、およそ公開された全ての儀礼の始めから終わりまでがシームレスに記録された。1979年に完成した『沖縄久高島のイザイホー』は、その記録を編集したものである。この作品は、2007年からウェブ公開されている。2021年に、これら全フィルム素材の2048x1556ピクセルスキャンと音源のデジタル化、アーカイブ化、データベース化が5年がかりのプロジェクトとして始まった。このプロジェクトに先立ち、作品中の神歌に現代語訳を付した2020-21年版107分が制作された。
2020年1月1日にNHK総合テレビで放送された『ブラタモリ×鶴瓶の家族に乾杯 新春!沖縄スペシャル』において、イザイホーの記録映像が紹介された。

## 関連文献
- 三木健 編『沖縄と色川大吉』不二出版、2021年9月7日。ISBN 978-4-8350-8474-9。